# Scathophaga villosiventre
Scathophaga villosiventre är en tvåvingeart som först beskrevs av Ringdahl 1937.  Scathophaga villosiventre ingår i släktet Scathophaga och familjen kolvflugor.
Artens utbredningsområde är Sverige. Inga underarter finns listade i Catalogue of Life.